# La cicala (film 1980)
La cicala è un film del 1980 diretto da Alberto Lattuada, tratto dall'omonimo romanzo di Marina Daunia.

## Trama
Wilma Malinverni è una donna in là con l'età che ha alle spalle una prestigiosa carriera come cantante, ma ormai è caduta da tempo in disgrazia e viene chiamata ad esibirsi soltanto in miseri locali di provincia tra cui La Palma d'oro, il locale gestito da Ermete in cui lavora Cicala, una sensuale zingarella orfana di entrambi i genitori, conosciuta in paese per i suoi costumi parecchio libertini, che rimane affascinata dalla donna. Ermete, quando il pubblico mostra di non gradirla, caccia Wilma dal suo locale assieme a Cicala, che era intervenuta in difesa della cantante ed è dunque stata licenziata in tronco. Le due si stabiliscono quindi provvisoriamente in una pensione dove Wilma inizia a prostituirsi per mantenere sé stessa e la giovane Cicala, a cui si è molto affezionata.
In una balera vengono scoperte per caso da Annibale Mereghetti detto Ulisse, che le invita ad aiutarlo nella gestione di un complesso di sua proprietà che comprende un albergo-ristorante con annesso un distributore di benzina sito nella Bassa Padana, in cui le due iniziano anche ad esibirsi (Wilma nel canto e Cicala nel ballo). Visti i buoni affari che immediatamente seguono, Ulisse si sposa con Wilma e ribattezza la sua proprietà La cicala. Tuttavia, essendo l'hotel frequentato da camionisti affamati di donne (tra i quali spiccano Carburo e Bretella), sia Wilma che Cicala si trovano ben presto a subire numerosi assalti di natura sessuale.
La situazione si aggrava ancora di più quando, all'indomani del matrimonio, viene a vivere nell'albergo anche Saveria, la figlia diciottenne di Wilma, la quale ha sempre covato un forte astio nei confronti della madre, che inizia a sedurre i frequentatori del locale spinta dalla gelosia di Wilma che si sente meno giovane e attraente e dal fatto che questa abbia tradito Ulisse con Carburo.
Carburo respinge Saveria che vorrebbe perdere la verginità con lui dopo averlo visto fare l'amore con la madre, ma la ragazza trova subito un altro camionista che non si tira indietro. A seguito di ciò Saveria diventa sempre più lasciva. Wilma motivata ancora dalla gelosia nei confronti della figlia tenta inutilmente di sedurre il Cipria, camionista innamorato di Saveria, e a seguito del suo rifiuto lo uccide con delle forbici e ne occulta il corpo. Ulisse viene a sua volta sedotto da Saveria la quale però non riesce a concedersi a causa della presenza di Wilma in casa.
Ulisse furioso per la mancata notte d'amore con la figliastra brucia gli abiti di scena di Wilma che quindi decide di togliersi la vita gettandosi da un ponte. Saveria diventa la nuova titolare del bar a cui fa cambiare nome in "La regina" a causa dell'odio per Cicala amica da sempre di Wilma. Cicala decide di vendicare Wilma con l'aiuto di Carburo che sconfigge Ulisse in una partita a biliardo dopo averlo convinto a scommettere il bar e Saveria.
Sebbene la scommessa dopo la partita venga sciolta per l'eccessiva posta in gioco, Saveria, che si è sentita strumentalizzata da Ulisse che non le aveva chiesto nulla, segue Carburo nel suo camion. Ulisse si lancia all'inseguimento del camion all'interno di una galleria dove Saveria, che era senza cinture di sicurezza, perde la vita in un incidente studiato appositamente da Carburo e Cicala. Infine Cicala abbandona il bar a causa dei tristi ricordi legati a quel luogo.

## Cast
Virna Lisi per sostenere questo ruolo dovette ingrassare 7 chili. La cantante Carla Boni presta la sua voce al personaggio di Wilma quando quest'ultima canta. Il ruolo di Wilma fu inizialmente offerto a Sandra Milo, che però lo rifiutò.
Renato Salvatori (il camionista Carburo, nel film) interpretò, nel precedente film Asso con Adriano Celentano, un personaggio di nome Bretella che, in questo film, è il nome di un altro camionista. Fu questa la penultima pellicola interpretata dall'attore.

## Distribuzione
Il film è stato distribuito nelle sale cinematografiche italiane a partire dal 18 aprile del 1980.

## Accoglienza
Il film si conquistò il primo posto degli incassi al botteghino nel primo fine settimana di proiezione, anche se ebbe gravi problemi con la censura poco dopo la sua uscita: fu infatti sequestrato per oscenità dal pretore dell'Aquila, a causa di una scena di nudo integrale di Clio Goldsmith e Barbara De Rossi, e solo dopo oltre un mese fu dissequestrato e nuovamente distribuito nel circuito cinematografico.
Nonostante il sequestro, il film riscosse molto successo tra il pubblico, risultando il 28° miglior incasso al botteghino italiano della stagione cinematografica 1979-1980.

## Colonna sonora
La colonna sonora del film venne pubblicata su 33 giri etichetta Warner Bros. Records, distribuito dalla WEA Italiana ed è composta da 16 brani. Gli arrangiamenti sono di José Mascolo e le edizioni musicali sono della Warner Bros. Music.

### Tracce
Tutti i brani sono composti da Fred Bongusto.
Lato A
1. Dicembre – 2:22
2. La Cicala – 2:38
3. Never forget – 2:58
4. Nella tempesta – 3:20
5. Al trucco – 0:47
6. Saveria – 2:20
7. I love Don Byas – 1:37
8. Sul ponte – 1:18

Durata totale: 17:20
Lato B
1. Following the Cicala – 2:40
2. Una vita nella mano – 3:00
3. Pensieri nel buio – 1:15
4. Electronic heart – 2:44
5. Ritorno alle scene – 2:40
6. Suicidio – 1:37
7. Passaggio a livello – 0:58
8. Un fuoco di sogni – 3:05

Durata totale: 17:59

## Riconoscimenti
- 1980 - David di Donatello
  - Migliore attrice protagonista a Virna Lisi
- 1980 - Nastro d'argento
  - Migliore colonna sonora a Fred Bongusto
- 1980 - Grolla d'oro
  - Miglior attrice a Virna Lisi